# Hygrohypnum pseudochraceum
Hygrohypnum pseudochraceum là một loài rêu trong họ Amblystegiaceae. Loài này được J.J. Amann ex Roth Podp. mô tả khoa học đầu tiên năm 1954.